# Выборы в Ярославской области
На этой странице представлена информация о выборах в органы государственной власти Ярославской области, в органы местного самоуправления на территории Ярославской области, а также о проведении на территории Ярославской области выборов Президента России, выборов депутатов Государственной думы и всероссийских референдумов (голосований).

## Всероссийские голосования

### Референдум по Конституции России (1993)[1]
|                                      | по Ярославской области | по Ярославской области | по всей России | по всей России |
| ------------------------------------ | ---------------------- | ---------------------- | -------------- | -------------- |
| Число зарегистрированных избирателей | 1 098 483              |                        | 106 170 835    |                |
| Выданные бюллетени (явка)            | 618 127                | 56,3 %                 | 58 187 755     | 54,8 %         |
| Бюллетени в ящиках                   | 616 259                |                        | 57 726 872     |                |
| Недействительные бюллетени           | 16 348                 |                        | 1 357 909      |                |
| Действительные бюллетени             | 599 911                |                        | 56 368 963     |                |
| Голоса «За»                          | 397 898                | 66,3 %                 | 32 937 630     | 58,4 %         |
| Голоса «Против»                      | 202 013                | 32,7 %                 | 23 431 333     | 41,6 %         |

### Голосование по поправкам в Конституцию России (2020)[2]
|                                      | по Ярославской области | по Ярославской области | в том числе по городу Ярославлю | в том числе по городу Ярославлю | по всей России | по всей России |
| ------------------------------------ | ---------------------- | ---------------------- | ------------------------------- | ------------------------------- | -------------- | -------------- |
| Число зарегистрированных избирателей | 982 753                |                        | 466 147                         |                                 | 109 190 337    |                |
| Выданные бюллетени (явка)            | 548 819                | 55,8 %                 | 221 596                         | 47,5 %                          | 74 215 555     | 68,0 %         |
| Бюллетени в ящиках                   | 547 742                |                        | 220 610                         |                                 | 74 114 217     |                |
| Недействительные бюллетени           | 4759                   |                        | 2 113                           |                                 | 604 951        |                |
| Действительные бюллетени             | 542 983                |                        | 218 497                         |                                 | 73 509 266     |                |
| Голоса «За»                          | 374 053                | 68,3 %                 | 143 985                         | 65,2 %                          | 57 747 288     | 77,9 %         |
| Голоса «Против»                      | 168 930                | 30,8 %                 | 74 512                          | 33,8 %                          | 15 761 978     | 21,3 %         |

## Выборы Президента России

### 2012 год[4]
|                                      | по Ярославской области | по Ярославской области | в том числе по городу Ярославлю | в том числе по городу Ярославлю | по всей России | по всей России |
| ------------------------------------ | ---------------------- | ---------------------- | ------------------------------- | ------------------------------- | -------------- | -------------- |
| Число зарегистрированных избирателей | 1 056 948              |                        | 483 856                         |                                 | 109 860 331    |                |
| Выданные бюллетени (явка)            | 671 582                | 63,5 %                 | 312 048                         | 64,5 %                          | 71 780 800     | 65,3 %         |
| Бюллетени в ящиках                   | 670 972                |                        | 311 567                         |                                 | 71 701 665     |                |
| Недействительные бюллетени           | 7 569                  |                        | 4 017                           |                                 | 836 691        |                |
| Действительные бюллетени             | 663 403                |                        | 307 550                         |                                 | 70 864 974     |                |
| В. В. Путин                          | 365 892                | 54,5 %                 | 163 456                         | 52,4 %                          | 45 602 075     | 63,6 %         |
| Г. А. Зюганов                        | 133 476                | 19,9 %                 | 62 337                          | 20,0 %                          | 12 318 353     | 17,2 %         |
| М. Д. Прохоров                       | 71 007                 | 10,6 %                 | 40 989                          | 13,2 %                          | 5 722 508      | 8,0 %          |
| В. В. Жириновский                    | 51 816                 | 7,7 %                  | 22 310                          | 7,2 %                           | 4 458 103      | 6,2 %          |
| С. М. Миронов                        | 41 212                 | 6,1 %                  | 18 458                          | 5,9 %                           | 2 763 935      | 3,9 %          |

### 2018 год[6]
|                                      | по Ярославской области | по Ярославской области | в том числе по городу Ярославлю | в том числе по городу Ярославлю | по всей России | по всей России |
| ------------------------------------ | ---------------------- | ---------------------- | ------------------------------- | ------------------------------- | -------------- | -------------- |
| Число зарегистрированных избирателей | 1 026 447              |                        | 475 407                         |                                 | 109 001 306    |                |
| Выданные бюллетени (явка)            | 658 208                | 64,1 %                 | 301 071                         | 63,3 %                          | 73 624 100     | 67,5 %         |
| Бюллетени в ящиках                   | 657 940                |                        | 300 893                         |                                 | 73 573 516     |                |
| Недействительные бюллетени           | 6 636                  |                        | 3 019                           |                                 | 791 217        |                |
| Действительные бюллетени             | 651 304                |                        | 297 874                         |                                 | 72 782 299     |                |
| В. В. Путин                          | 472 666                | 71,8 %                 | 213 687                         | 71,0 %                          | 56 426 399     | 76,7 %         |
| П. Н. Грудинин                       | 85 256                 | 13,0 %                 | 37 936                          | 12,6 %                          | 8 658 732      | 11,8 %         |
| В. В. Жириновский                    | 49 621                 | 7,5 %                  | 20 686                          | 6,9 %                           | 4 154 638      | 5,7 %          |
| К. А. Собчак                         | 15 607                 | 2,4 %                  | 9 479                           | 3,2 %                           | 1 237 921      | 1,7 %          |
| Г. А. Явлинский                      | 11 738                 | 1,8 %                  | 7 733                           | 2,6 %                           | 769 588        | 1,1 %          |
| Б. Ю. Титов                          | 6 710                  | 1,0 %                  | 3 791                           | 1,3 %                           | 556 751        | 0,8 %          |
| М. А. Сурайкин                       | 4 377                  | 0,7 %                  | 2 049                           | 0,7 %                           | 499 287        | 0,7 %          |
| С. Н. Бабурин                        | 5 329                  | 0,8 %                  | 2 513                           | 0,8 %                           | 478 983        | 0,7 %          |

## Выборы в Государственную думу

### 2011 год[8]
Голосование проводилось только по партийным спискам.
|                                      | по Ярославской области | по Ярославской области | в том числе по городу Ярославлю | в том числе по городу Ярославлю | по всей России | по всей России |
| ------------------------------------ | ---------------------- | ---------------------- | ------------------------------- | ------------------------------- | -------------- | -------------- |
| Число зарегистрированных избирателей | 1 056 431              |                        | 481 962                         |                                 | 109 229 337    |                |
| Выданные бюллетени (явка)            | 590 383                | 55,9 %                 | 273 915                         | 56,8 %                          | 65 766 594     | 60,2 %         |
| Бюллетени в ящиках                   | 589 980                |                        | 273 601                         |                                 | 65 648 690     |                |
| Недействительные бюллетени           | 9 153                  |                        | 4 657                           |                                 | 1 033 438      |                |
| Действительные бюллетени             | 580 827                |                        | 268 944                         |                                 | 64 615 252     |                |
| «Единая Россия»                      | 171 326                | 29,0 %                 | 72 493                          | 26,5 %                          | 32 371 737     | 49,3 %         |
| КПРФ                                 | 141 525                | 24,0 %                 | 69 096                          | 25,2 %                          | 12 599 420     | 19,2 %         |
| «Справедливая Россия»                | 133 500                | 22,6 %                 | 57 845                          | 21,1 %                          | 8 695 458      | 13,3 %         |
| ЛДПР                                 | 91 341                 | 15,5 %                 | 42 168                          | 15,4 %                          | 7 664 516      | 11,7 %         |
| «Яблоко»                             | 28 240                 | 4,8 %                  | 18 236                          | 6,7 %                           | 2 252 327      | 3,4 %          |
| «Патриоты России»                    | 19 898                 | 1,9 %                  | 6 763                           | 2,4 %                           | 639 067        | 1,0 %          |
| «Правое дело»                        | 3 997                  | 0,7 %                  | 2 343                           | 0,9 %                           | 392 727        | 0,6 %          |

###### Депутаты, избранные по партийным спискам в составе региональных групп, включающих Ярославскую область[10]
| Партия                | Региональная группа       | Количество мандатов | Избранные депутаты |
| --------------------- | ------------------------- | ------------------- | --- |
| «Единая Россия»       | № 76: Ярославская область | 1                   | Вахруков, Сергей Алексеевич — отказ от мандата Терешкова, Валентина Владимировна — получила мандат вследствие отказа С. А. Вахрукова |
| КПРФ                  | № 68: Ярославская область | 1                   | Куликов, Александр Дмитриевич |
| «Справедливая Россия» | № 65: Ярославская область | 1                   | Грешневиков, Анатолий Николаевич |
| ЛДПР                  | № 76: Ярославская область | 1                   | Свергунова, Маргарита Николаевна |

### 2016 год

#### Голосование по одномандатным округам
Федеральным законом от 3 ноября 2015 г. N 300-ФЗ на территории Ярославской области было образовано два одномандатных округа:
- № 194 «Ярославский»: Дзержинский, Заволжский, Ленинский, Фрунзенский районы города Ярославля; Даниловский, Любимский, Некрасовский, Первомайский, Пошехонский, Тутаевский районы; восточная часть Рыбинского района; северная часть Ярославского района.
- № 195 «Ростовский»: Кировский, Красноперекопский районы города Ярославля; город Переславль-Залесский, город Рыбинск; Большесельский, Борисоглебский, Брейтовский, Гаврилов-Ямский, Мышкинский, Некоузский, Переславский, Ростовский, Угличский районы; западная часть Рыбинского района; южная часть Ярославского района.

Результаты голосования по округу № 194:
| Грибов, Александр Сергеевич   | Единая Россия       | 75607 | 38,53 | 1  |
| Воробьёв Александр Васильевич | КПРФ                | 34752 | 17,71 | 2  |
| Балабаев Сергей Анатольевич   | Справедливая Россия | 29240 | 14,90 | 3  |
| Потапов Андрей Владимирович   | ЛДПР                | 19039 | 9,70  | 4  |
| Воробьёв Андрей Анатольевич   | Родина              | 8605  | 4,39  | 5  |
| Зубков Владимир Владимирович  | Яблоко              | 6414  | 3,27  | 6  |
| Юдин Ярослав Игоревич         | ПарНаС              | 3655  | 1,86  | 7  |
| Агафонов Сергей Игоревич      | Коммунисты России   | 3531  | 1,80  | 8  |
| Фомичёв Роман Юрьевич         | Зелёные             | 3339  | 1,70  | 9  |
| Артемьев Антон Никандрович    | Партия Роста        | 2895  | 1,48  | 10 |
| Синицын Иван Андреевич        | Патриоты России     | 2639  | 1,34  | 11 |
|                               |                     | 6521  | 3,32  |    |

Результаты голосования по округу № 195:
| Грешневиков, Анатолий Николаевич | Справедливая Россия | 79354 | 41,88 | 1 |
| Денисов Владимир Владимирович    | Родина              | 22722 | 11,99 | 2 |
| Парамонов Михаил Константинович  | КПРФ                | 21592 | 11,39 | 3 |
| Чихалов Илья Александрович       | ЛДПР                | 19518 | 10,30 | 4 |
| Курченков Константин Юрьевич     | Зелёные             | 12608 | 6,65  | 5 |
| Логинов Борис Алексеевич         | Яблоко              | 7315  | 3,86  | 6 |
| Тарло, Евгений Георгиевич        | Партия Роста        | 5968  | 3,15  | 7 |
| Смирнов Станислав Юрьевич        | Коммунисты России   | 5905  | 3,12  | 8 |
| Повасин Алексей Валерьевич       | Патриоты России     | 4390  | 2,32  | 9 |
|                                  |                     | 10130 | 5,35  |   |

#### Голосование по партийным спискам[12]
|                                      | по округу № 194 | по округу № 194 | по округу № 195 | по округу № 195 | всего по Ярославской области | всего по Ярославской области | в том числе по городу Ярославлю | в том числе по городу Ярославлю | по всей России | по всей России |
| ------------------------------------ | --------------- | --------------- | --------------- | --------------- | ---------------------------- | ---------------------------- | ------------------------------- | ------------------------------- | -------------- | -------------- |
| Число зарегистрированных избирателей | 523 473         |                 | 506 567         |                 | 1 030 040                    |                              | 471 508                         |                                 | 110 061 200    |                |
| Выданные бюллетени (явка)            | 198 105         | 37,8 %          | 191 208         | 37,7 %          | 389 313                      | 37,8 %                       | 168 731                         | 35,8 %                          | 52 700 992     | 47,9 %         |
| Бюллетени в ящиках                   | 197 899         |                 | 191 075         |                 | 388 974                      |                              | 168 491                         |                                 | 52 631 849     |                |
| Недействительные бюллетени           | 3 653           |                 | 3 396           |                 | 7 049                        |                              | 3 159                           |                                 | 982 596        |                |
| Действительные бюллетени             | 194 246         |                 | 187 679         |                 | 381 925                      |                              | 165 332                         |                                 | 51649253       |                |
| «Единая Россия»                      | 73 136          | 37,0 %          | 76 356          | 40,0 %          | 149 492                      | 38,4 %                       | 57 426                          | 34,1 %                          | 28 527 828     | 54,2 %         |
| КПРФ                                 | 33 567          | 17,0 %          | 28 820          | 15,1 %          | 62 387                       | 16,0 %                       | 28 605                          | 17,0 %                          | 7 019 752      | 13,3 %         |
| ЛДПР                                 | 35 118          | 17,8 %          | 32 400          | 17,0 %          | 67 518                       | 17,4 %                       | 27 836                          | 16,5 %                          | 6 917 063      | 13,1 %         |
| «Справедливая Россия»                | 19 482          | 9,8 %           | 20 484          | 10,7 %          | 39 966                       | 10,3 %                       | 18 614                          | 11,0 %                          | 3 275 053      | 6,2 %          |
| «Коммунисты России»                  | 4 576           | 2,3 %           | 3 942           | 2,1 %           | 8 518                        | 2,2 %                        | 3 322                           | 2,0 %                           | 1 192 595      | 2,3 %          |
| «Яблоко»                             | 7 756           | 3,9 %           | 6 924           | 3,6 %           | 14 680                       | 3,8 %                        | 9 176                           | 5,4 %                           | 1 051 335      | 2,0 %          |
| «Партия пенсионеров»                 | 5 019           | 2,5 %           | 4 744           | 2,5 %           | 9 763                        | 2,5 %                        | 4 275                           | 2,5 %                           | 910 848        | 1,7 %          |
| «Родина»                             | 5 065           | 2,6 %           | 4 640           | 2,4 %           | 9 705                        | 2,5 %                        | 4 465                           | 2,7 %                           | 792 226        | 1,5 %          |
| «Партия Роста»                       | 2 837           | 1,4 %           | 2 727           | 1,4 %           | 5 564                        | 1,4 %                        | 3 274                           | 1,9 %                           | 679 030        | 1,3 %          |
| «Зелёные»                            | 2 727           | 1,4 %           | 2 942           | 1,5 %           | 5 669                        | 1,5 %                        | 3 027                           | 1,8 %                           | 399 429        | 0,8 %          |
| «ПАРНАС»                             | 2 811           | 1,4 %           | 2 074           | 1,1 %           | 4 885                        | 1,3 %                        | 3 163                           | 1,9 %                           | 384 675        | 0,7 %          |
| «Патриоты России»                    | 1 305           | 0,7 %           | 986             | 0,5 %           | 2 291                        | 0,6 %                        | 1 321                           | 0,8 %                           | 310 015        | 0,6 %          |
| «Гражданская платформа»              | 626             | 0,3 %           | 446             | 0,2 %           | 1 072                        | 0,3 %                        | 645                             | 0,4 %                           | 115 433        | 0,2 %          |
| «Гражданская сила»                   | 221             | 0,1 %           | 194             | 0,1 %           | 415                          | 0,1 %                        | 183                             | 0,1 %                           | 73 971         | 0,1 %          |

#### Депутаты, избранные по партийным спискам в составе региональных групп, включающих Ярославскую область
| Партия          | Региональная группа                                          | Количество мандатов | Избранные депутаты |
| --------------- | ------------------------------------------------------------ | ------------------- | --- |
| «Единая Россия» | № 20: Ивановская, Костромская, Тверская, Ярославская области | 3                   | Васильев, Владимир Абдуалиевич — выбыл из распределения мандатов вследствие избрания по одномандатному округу № 180 Терешкова, Валентина Владимировна Иванов, Валерий Викторович Осипов, Илья Владимирович |
| КПРФ            | № 20: Ивановская, Костромская, Ярославская области           | 1                   | Некрасов, Александр Николаевич |

### Довыборы 2020 года
23 января 2020 года избранный по Ярославскому избирательному округу № 194 депутат Государственной думы Александр Грибов был назначен заместителем руководителя Аппарата Правительства Российской Федерации, в результате чего депутатский мандат по округу № 194 оказался вакантным. Дополнительные выборы по округу состоятся 13 сентября 2020 года.
Выборы примечательны соперничеством между олимпийским чемпионом в составе сборной страны по хоккею Андреем Коваленко и многолетним (1991—2007) губернатором Ярославской области Анатолием Лисицыным.
| Кандидат | Кандидат                      | Возраст              | Информация | Кем выдвинут        | Статус              |
| -------- | ----------------------------- | -------------------- | --- | ------------------- | ------------------- |
|          | Аласов Имамаддин Фарман оглы  | 52 года (30.08.1968) | Директор ООО фирма «Седьмое небо» (Ярославль).                                                                                              | самовыдвижение      | отказ в регистрации |
|          | Булаев, Олег Александрович    | 44 года (26.07.1976) | Секретарь Центрального комитета «Коммунистической партии социальной справедливости».                                                        | КПСС                | зарегистрирован     |
|          | Виноградов, Олег Игоревич     | 57 лет (02.06.1963)  | Председатель Ярославского регионального отделения партии «Яблоко».                                                                          | Яблоко              | зарегистрирован     |
|          | Ворожцов, Владимир Петрович   | 67 лет (06.06.1953)  | Советник ректора технологического университета «Станкин».                                                                                   | Партия пенсионеров  | зарегистрирован     |
|          | Коваленко, Андрей Николаевич  | 50 лет (07.06.1970)  | Председатель профсоюза игроков КХЛ. Депутат Ярославской областной думы. В прошлом хоккеист сборной СССР и России, олимпийский чемпион 1992. | Единая Россия       | зарегистрирован     |
|          | Кузнецова, Елена Дмитриевна   | 51 год (17.04.1969)  | Депутат Ярославской областной думы, заместитель председателя комитета по социальной, демографической политике, труду и занятости.           | КПРФ                | зарегистрирована    |
|          | Лисицын, Анатолий Иванович    | 73 года (26.06.1947) | Пенсионер. Глава Ярославской области в 1991—2007, депутат Государственной думы в 2007—2011, член Совета Федерации в 2011—2018.              | Справедливая Россия | зарегистрирован     |
|          | Лобанова, Ирина Валерьевна    | 52 года (17.04.1968) | Депутат Ярославской областной думы. | ЛДПР                | зарегистрирована    |
|          | Ромашкова, Оксана Николаевна  | 52 года (07.06.1968) | Ведущий научный сотрудник Центра экономики непрерывного образования Института прикладных экономических исследований РАНХиГС.                | Коммунисты России   | зарегистрирована    |
|          | Шестериков Илья Владиславович | 41 год (12.05.1979)  | Директор ООО «Городская абонентская служба» (г.Тутаев).                                                                                     | самовыдвижение      | отказ в регистрации |

| Явка избирателей                                   | Явка избирателей             | Явка избирателей    | Явка избирателей | Явка избирателей |
| -------------------------------------------------- | ---------------------------- | ------------------- | ---------------- | ---------------- |
| Число избирателей, включённых в список избирателей |                              |                     |                  |                  |
| Выдано бюллетеней (явка)                           |                              |                     |                  |                  |
| Бюллетеней в ящиках                                |                              |                     |                  |                  |
| Недействительных бюллетеней                        |                              |                     |                  |                  |
| Действительных бюллетеней                          |                              |                     |                  |                  |
| Распределение голосов                              |                              |                     |                  |                  |
| Кандидаты                                          | Кандидаты                    | Партия              | Результат        | Результат        |
|                                                    | Булаев, Олег Александрович   | КПСС                |                  |                  |
|                                                    | Виноградов, Олег Игоревич    | Яблоко              |                  |                  |
|                                                    | Ворожцов, Владимир Петрович  | Партия пенсионеров  |                  |                  |
|                                                    | Коваленко, Андрей Николаевич | Единая Россия       |                  |                  |
|                                                    | Кузнецова, Елена Дмитриевна  | КПРФ                |                  |                  |
|                                                    | Лисицын, Анатолий Иванович   | Справедливая Россия |                  |                  |
|                                                    | Лобанова, Ирина Валерьевна   | ЛДПР                |                  |                  |
|                                                    | Ромашкова, Оксана Николаевна | Коммунисты России   |                  |                  |

## Выборы губернатора Ярославской области

### До 1995 года
С 1991 по 1995 год главой администрации Ярославской области был Анатолий Лисицын, назначенный на эту должность указом Президента России.

### 1995 год
На выборах губернатором был избран действующий глава администрации Анатолий Лисицын, набравший 51,5 % голосов в первом туре.

### 1999 год
На выборах губернатором был переизбран действующий губернатор Анатолий Лисицын, набравший 63,88 % голосов в первом туре.

### 2003 год
На выборах губернатором был переизбран действующий губернатор Анатолий Лисицын, набравший 74,82 % голосов в первом туре.

### 2007 год
В 2007 году решением областного парламента по представлению Президента России полномочиями губернатора был наделен Сергей Вахруков.

### 2012 год
5 мая 2012 года решением областного парламента по представлению Президента России полномочиями губернатора был наделен Сергей Ястребов.

### 2016 год
После отставки Сергея Ястребова решением Президента России исполняющим обязанности губернатора был назначен Дмитрий Миронов.

### 2017 год
| Явка избирателей                                   | Явка избирателей                                   | Явка избирателей | Явка избирателей |
| -------------------------------------------------- | -------------------------------------------------- | ---------------- | ---------------- |
| Число избирателей, включённых в список избирателей | Число избирателей, включённых в список избирателей | 1 021 588        |                  |
| Выдано бюллетеней (явка)                           | Выдано бюллетеней (явка)                           | 346 097          | 33,88 %          |
| Бюллетеней в ящиках                                | Бюллетеней в ящиках                                | 345 867          |                  |
| Недействительных бюллетеней                        | Недействительных бюллетеней                        | 7145             | 2,07 %           |
| Действительных бюллетеней                          | Действительных бюллетеней                          | 338 722          | 97,93 %          |
| Распределение голосов                              |                                                    |                  |                  |
| 1.                                                 | Дмитрий Миронов (Единая Россия)                    | 274 328          | 79,32 %          |
| 2.                                                 | Михаил Парамонов (КПРФ)                            | 29 763           | 8,61 %           |
| 3.                                                 | Сергей Балабаев (ПАРНАС)                           | 20 328           | 5,88 %           |
| 4.                                                 | Андрей Ватлин (ЛДПР)                               | 10 053           | 2,91 %           |
| 5.                                                 | Кирилл Панько (Коммунисты России)                  | 4250             | 1,23 %           |

### 2022 год
Дмитрий Миронов был избран губернатором в 2017 году на пятилетний срок. Следующие выборы губернатора должны состояться в Единый день голосования в 2022 году.